# Custom Built
Custom Built è il quarto album in studio del cantante statunitense Bret Michaels, pubblicato il 6 luglio 2010.

## Tracce
1. Riding Against the Wind (Bret Michaels: Life As I Know It Theme) – 3:42
2. Lie to Me – 3:07
3. Nothing to Lose (feat. Miley Cyrus) – 3:55
4. Wasted Time – 3:45
5. What I Got (cover dei Sublime) – 3:26
6. Every Rose Has Its Thorn (country version feat. Brad Arnold, Chris Cagle, Mark Wills) – 4:21
7. Go That Far (Club Mix) – 3:34
8. Driven (Rock Mix) – 2:59
9. Open Road (dall'album Freedom of Sound) – 3:57
10. Rock 'n My Country (dall'album Freedom of Sound) – 2:50
11. Nothing to Lose (solo version) – 3:43
12. I'd Die for You (dall'album A Letter from Death Row) – 3:21
13. Lie to Me (Explicit) – traccia bonus nell'edizione digitale
14. What I Go (Explicit) – traccia bonus nell'edizione digitale

## Classifiche
| Classifica (2010)         | Posizione massima |
| ------------------------- | ----------------- |
| Stati Uniti               | 14                |
| Stati Uniti (independent) | 1                 |
| Stati Uniti (hard rock)   | 1                 |
| Stati Uniti (rock)        | 4                 |